# Muzeul Național al Agriculturii
Muzeul Național al Agriculturii, situat în Slobozia, a fost înființat în martie 1996, fiind singurul muzeu de acest fel din România.
Muzeul are în patrimoniu pe lângă clădirea principală destinată expozițiilor, multiple unități în aer liber și anexe.
Din patrimoniul muzeului fac parte: 
- Biserica de lemn Sfântul Nicolae - situată în curtea muzeului;[1]
- Casă de gospodar din Gheorghe Doja-situată în curtea interioară a muzeului;
- Ferma model Perieți-fermă de semințe de flori și legume.

În fiecare an la muzeu se desfășoară ateliere permanente cu copii: atelier de impletit spice de grau, de pictat linguri de lemn, de pictat căni, de impletituri specifice traditionale din aluat, brățara prieteniei, icoane pe sticlă. 
Muzeul educă noua generație prin ateliere specifice la sărbători: Mărțișorul, Măcinicii, încondeiatul ouălor, Caloianul, Paparudele, Moș Andrei Cap-de-Iarnă.
La Muzeul Național al Agriculturii se desfășoară în fiecare an, pe perioada de toamnă Târgul Pâinea și Vinul cu produse tradiționale specifice românești.

## Publicații
Muzeul Național al Agriculturii este editorul Colecției „Bibliotheca Romaniae Historiae Agriculturae”, cu seriile „Din Istoria Exploatațiilor Agricole”, „Etnologie” și „Patrimoniu”.

## Afilieri
Muzeul Național al Agriculturii este afiliat la organisme internaționale aparținând de UNESCO;Asociația Internațională a Muzeelor de Agricultură - AIMA, Asociația Internațională de Etnologie și Folclor, Organizația Internațională de Arte Populare.